# 弘前藩庁日記
『弘前藩庁日記』（ひろさきはんちょうにっき）は、江戸時代に弘前藩（津軽藩）が200年余りにわたってその藩政を記録した日記である。『津軽藩日記』とも呼ばれ、弘前で書かれた「国日記」と江戸で書かれた「江戸日記」がある。原本は弘前市立弘前図書館が所蔵しており、弘前藩史研究の基本史料となっている。

## 弘前藩庁日記
「国日記」は、藩庁が置かれた弘前城において寛文元年（1661年）6月3日から元治元年（1864年）までの事柄を記録した3301冊で、藩の行政と司法に関するあらゆる事項が記載されている。日記は津軽信政が4代藩主として初めて国入りした日から始まっており、当時まだ若年であった藩主を後見していた叔父の黒石領初代当主津軽信英の提案によって創設されたといわれる。
「江戸日記」は、同藩の江戸藩邸上屋敷において寛文8年（1668年）5月11日から慶応4年（1868年）3月16日までの事柄を記録した1214冊で、信政が江戸に到着した日から始まっており、幕府との交渉や国元との連絡、他藩との交際、藩邸内の出来事などが記載されている。江戸日記は火災に巻き込まれることを避けるため、弘前に送られて保管された。
これらの日記は「日記方」と呼ばれる役職が、藩政の各部署が遺した記録から日付ごとに抜き書きして整理したものである。この作業は文政9年（1826年）の時点で約40年分の遅延となったため、担当する人員を増やすなどして遅れの回復が図られた。
日記には弘前と江戸の毎日の天気が記録されており、江戸時代の気候の研究にも役立っている。